# Jänissaari (ö i Finland, Kajanaland, Kehys-Kainuu, lat 64,25, long 29,61)
Jänissaari är en ö i Finland. Den ligger i sjön Lentua och i kommunen Kuhmo i den ekonomiska regionen  Kehys-Kainuu  och landskapet Kajanaland, i den centrala delen av landet, 500 km nordost om huvudstaden Helsingfors. Öns area är 1,5 hektar och dess största längd är 340 meter i öst-västlig riktning.